# دولسه ماریا
دولسه ماریا اسپینوسا سایینیون (به اسپانیایی: Dulce María Espinoza Saviñón؛ ‏ تلفظ اسپانیایی: [ˈdulθe maˈɾi.a saβiˈɲon]؛ ‏ متولد ۶ دسامبر ۱۹۸۵) یک بازیگر، خواننده و ترانه سرای اهل مکزیک است.